# Slagwerkgroep Neerbosch-Oost
De Slagwerkgroep Neerbosch-Oost is een Nederlands slagwerk-ensemble uit de Nijmeegse wijk Neerbosch-Oost.

## Geschiedenis
In 1967 werd er in de Nijmeegse wijk Neerbosch-Oost een jeugddrumband opgezet: Jeugddrumband Neerbosch-Oost. Veel kinderen in de wijk waren lid van de drumband en verzorgde diverse optredens in de wijk tijdens de intocht van Sinterklaas, de Carnavalsoptocht en diverse andere gelegenheden. Later veranderde de naam naar Drumband Neerbosch-Oost en kwamen er majorettes bij. Drumband en Majorettekorps Neerbosch-Oost was geboren. Tot de jaren 90 hebben zij deze naam gehouden.
In de jaren 90 is de drumband gemoderniseerd. Er kwam een concertrepertoire bij. De naam werd veranderd naar Slagwerkgroep en Twirlteam Neerbosch-Oost. Kort daarna is het twirlteam afgevallen en bleef over wat tegenwoordig bekendstaat als Slagwerkgroep Neerbosch-Oost.
De Slagwerkgroep staat o.l.v. dirigent Melvin Puijn. Sinds 2015 is de Slagwerkgroep van start gegaan met een Jeugdgroep o.l.v. docent Hans van de Moosdijk.

## Prestaties
In de geschiedenis van de Slagwerkgroep zijn er diverse prijzen veroverd en is er meerder malen het Nederland Kampioenschap op het hoogste niveau in de wacht gesleept. Onder leiding van huidig dirigent Melvin Puijn wordt er een nieuw en gevarieerd repertoire op de lessenaar gezet. Daarbij maakt de Slagwerkgroep gebruikt van een uitgebreid melodisch instrumentarium.
| Jaar | Plaats                                                           | Werken (Componist) | Punten |
| ---- | ---------------------------------------------------------------- | --- | --- |
| 1995 | Amersfoort                                                       | First Suite (J. Schipper) JohnCleveland (Ch. van Zanten)                                                                                | 93 |
| 1996 | Barneveld                                                        | First Suite (J. Schipper) Labyrinth (Ch. van Zanten)                                                                                    | 94,25 Landskampioen, voor het eerst in de geschiedenis van wat toen nog Drumband (en majorettekorps) Neerbosch-Oost heette. |
| 1997 | Kerkrade                                                         | African Rhythm (S. Westra) Samba salute (L. Camp)                                                                                       | 91,38 |
| 1998 | Barneveld                                                        | African Rhythm (S. Westra) Surefoot (L. Camp)                                                                                           | 92,75 Landskampioen |
| 1999 | Kerkrade                                                         | Percussion Fantasia (J. Zinzen) First Struggle (M. van Langevelde)                                                                      | 91,13 |
| 2000 | Barneveld                                                        | Percussion fantasia (J. Zinzen) I virtuosi percussionisti (J. Conjaerts)                                                                | 89 (2eplaats) |
| 2001 | WMC Kerkrade                                                     | I virtuosi percussionisti (J. Conjaerts) At last (Gian Prince) Labyrinth (Ch. van Zanten)                                               | 85,6 punten (GOUD) |
| 2003 | Hoogeloon                                                        | At last .....(Gian Prince) Odeon (Vincent Cox) Baracuda (Peter Kil) Marksman Musicsound (E. Crauwels) Concordia Suite (J.J.M. Stoffels) | 94,73 |
| 2004 | Winterswijk                                                      | Programma Hoogeloon | 92,67 Nederlands kampioen                                                                                                   |
| 2004 | Heerlen                                                          | Highlights of Russian History (Jan Schipper) Edinghburch Games (Koos Schroën)                                                           | 93,88 |
| 2005 | Barneveld (Nederlandse kampioenschappen)                         | Highlights of Russian History (Jan Schipper) Scottish Victory II (J. Zinzen)                                                            | 93,18 Nederlands kampioen                                                                                                   |
| 2005 | WMC Kerkrade                                                     | diverse concertwerken | Zilver |
| 2008 | Edam                                                             | Jubilee Jam (Leon Camp) Club of Scotsch (Leon Camp) American Beats (Charles van Zanten) Op- afmars                                      | 91,11 |
| 2009 | De Lutte (Nederlandse kampioenschappen)                          | Freeze! (Leon Camp) op- afmars: American Beats (Charles van Zanten)                                                                     | 87,58 |
| 2009 | WMC Kerkrade                                                     | Jubilee Jam (Leon Camp) Club of Scotsch (Leon Camp) Op- afmars: Freeze! (Leon Camp)                                                     | 85,66 (Eerste prijs) |
| 2011 | Heinkenszand (mars/stilstaand)                                   | Ultimate Drums (Leon Camp) Jungle Voodoo (Leon Camp) Op- afmars: Half Past 4 (Etienne Houben)                                           | 91,00 (Eerste prijs, promotie + lof van de jury)                                                                            |
| 2012 | Nederweert (Nederlandse kampioenschappen mars/stilstaand)        | Ultimate Drums (Leon Camp) Jungle Voodoo (Leon Camp) Op- afmars: Half Past 4 (Etienne Houben)                                           | 88,84 (Eerste prijs) |
| 2013 | Klundert (mars/stilstaand)                                       | The Royal Mile (Leon Camp) Glamour (G. Prince) Op- afmars: Samba Salute (Leon Camp)                                                     | 91,45 (Eerste prijs, met onderscheiding van de jury)                                                                        |
| 2013 | Elburg (Nederlandse kampioenschappen mars/stilstaand)            | The Royal Mile (Leon Camp) Glamour (G. Prince) Op- afmars: Samba Salute (Leon Camp)                                                     | 93,50 (Eerste prijs, Nederlands kampioen)                                                                                   |
| 2014 | Hamont (Internationale Mars- en Showwedstrijden der Lage Landen) | Marsprogramma | 92,00 (4e plaats, Cum laude)                                                                                                |
| 2015 | Twello (Sla je Slag Cup 2015)                                    | Concertprogramma | 91,75 (1e plaats, 'Winnaar Sla je Slag Cup 2015)                                                                            |